# Nemurire

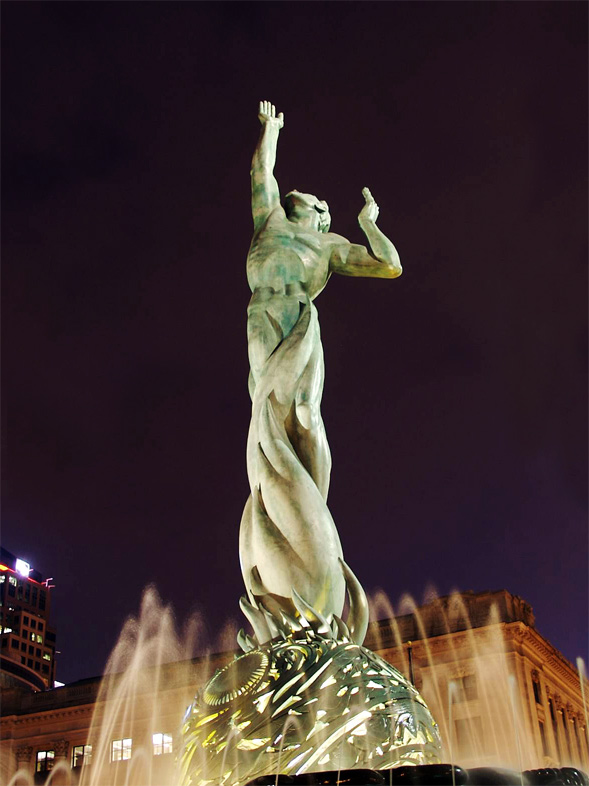
Fântâna Vieții Veșnice din Cleveland, Ohio este descrisă ca simbolizând „Omul ridicându-se deasupra morții, ajungând până la Dumnezeu”.

Nemurirea este abilitatea de a trăi pentru totdeauna sau viața veșnică. Selecția naturală a dezvoltat o potențială nemurire biologică la cel puțin o specie, meduzele Turritopsis dohrnii.
Anumiți oameni de știință, futuriști și filozofi au teoretizat pe tema nemuririi corpului uman și au susținut că nemurirea umană este realizabilă în primele decenii ale secolului al XXI-lea, în timp ce alții cred că prelungirea duratei de viață este un obiectiv realizabil pe termen scurt, iar atingerea nemuririi depinde de rezultatele unor cercetări ce se vor întinde într-un viitor nedeterminat. Absența îmbătrânirii ar oferi oamenilor o nemurire biologică, dar nu o invulnerabilitate la moarte prin traume fizice; deși transferul mental ar putea rezolva această problemă.
În context religios, nemurirea este adesea indicată printre promisiunile făcute ființelor umane de Dumnezeu (sau de alte divinități) și arată bunătatea față de cei ce urmează legea divină. Forma pe care ar lua-o viața umană fără sfârșit sau dacă există un suflet imaterial ce posedă nemurirea s-au aflat printre elementele importante ale cercetărilor religioase, precum și un subiect de speculații, fantezie și dezbatere.